# August Frederik von Düring
August Frederik (Friedrich) von Düring var en dansk officer i kavaleriet.
Han var måske søn af general Ernst Christoph Friederich von Düring. Düring blev sekondritmester i Livregimentet lette Dragoner, blev 1808 karakteriseret major, 1809 eskadronchef, 1815 kammerherre, fik 1816 oberstløjtnants anciennitet og blev senere samme år premiermajor og endnu senere samme år karakteriseret oberstløjtnant. Han blev 1826 karakteriseret oberst og blev 1829 virkelig oberst.
Modsat resten af medlemmerne af slægten Düring optræder han ikke i Vilhelm Richters 100 Aars Dødsfald i Danmark (1791-1890) (1907). Det tyder på, at August Frederik von Düring har søgt udenlands og er død uden for Danmark.